# نونو فرنانديز دي أتايد
نونو فرنانديز دي أتايد (1470-19 مايو 1516) ، لورد بيناكوفا وعمدة ألفور، كان رجلاً عسكريًا برتغاليًا  ,حاكمًا مشهورًا لآسفي  حيث دافع عن الحكم البرتغالي.   في عام 1515 هاجم مدينة مراكش في ما شكل "ذروة التوسع البرتغالي في المغرب". 

#### كابتن آسفي
تم تعيينه نقيبًا وحاكمًا لمدينة آسفي عام 1510، دافع عن المدينة أثناء الحصار الذي فرضه عليها المغاربة.

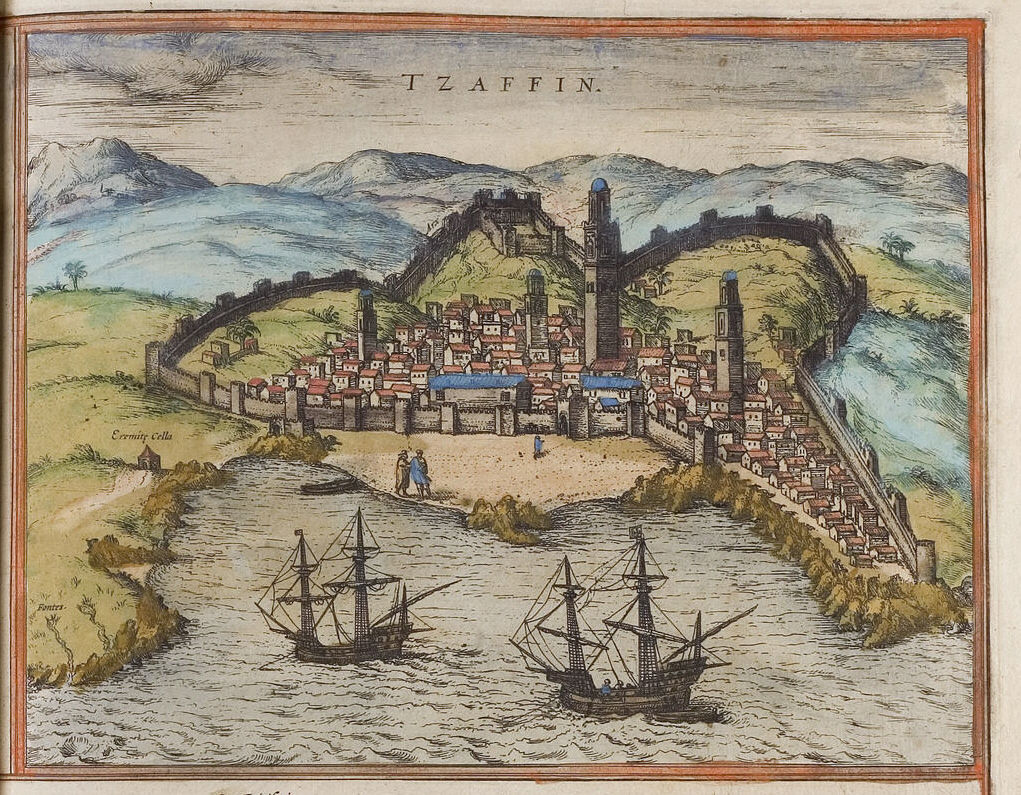
آسفي - الميدان الذي حكمه نونو فرنانديز دي أتايد من 1510 إلى 1516 - في نقش القرن السادس عشر

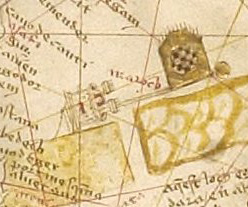
مدينة مراكش هاجمها نونو فرنانديز دي أتايد عام 1515، على خريطة من القرن الخامس عشر رسمها رسام الخرائط ميسيا دي فيلاديستس

## الزواج والنسب
تزوج من جوانا دي فاريا   - ابنة أنتاو دي فاريا ، سيد إيفورا مونتي ، عمدة بورتل وبالميلا وسيد السيزا والأحياء اليهودية في سانتياغو دي كاسم وبيجا وميرتولا وأوريك - أنجب البنات التاليتين:
- ماريا دي أتايد، سيدة بيناكوفا بموجب الميثاق الملكي بتاريخ 21.06.1513.

- ليونور دي أتايد ، تزوجت من ديوغو دي كاسترو [8] عمدة أليجريت.

## روابط خارجية
- "Nuno Fernandes de Ataíde،" o que never esta quedo "- من عمدة ألفور إلى قائد وحاكم سافيم ، بقلم فرناندو بيسانها ، أنيس دو مونيكبيو دي فارو ، 2017
- رسالة من نونو فرنانديز دي أتايد ، النقيب مور وحاكم مدينة سافيم ، إلى الملك دي مانويل الأول ، في الأرشيف الوطني في توري دو تومبو